# Madrid Masters 2008 - Qualificazioni singolare
Le qualificazioni del singolare  del Madrid Masters 2008 sono state un torneo di tennis preliminare per accedere alla fase finale della manifestazione. I vincitori dell'ultimo turno sono entrati di diritto nel tabellone principale. In caso di ritiro di uno o più giocatori aventi diritto a questi sono subentrati i lucky loser, ossia i giocatori che hanno perso nell'ultimo turno ma che avevano una classifica più alta rispetto agli altri partecipanti che avevano comunque perso nel turno finale.
Le qualificazioni del torneoMadrid Masters  2008 prevedevano 24 partecipanti di cui 6 sono entrati nel tabellone principale.

## Teste di serie
1. Janko Tipsarević (primo turno)
2. Simone Bolelli (ultimo turno)
3. José Acasuso (ultimo turno)
4. Ivan Ljubičić (ultimo turno)
5. Agustín Calleri (primo turno)
6. Julien Benneteau (ultimo turno)

1. Florent Serra (Qualificato)
2. Eduardo Schwank (ultimo turno)
3. Marcel Granollers (Qualificato)
4. Steve Darcis (Qualificato)
5. Victor Hănescu (primo turno)
6. Guillermo Cañas (ultimo turno)

## Qualificati
1. Robby Ginepri
2. Steve Darcis
3. Florent Serra

1. Marcel Granollers
2. Olivier Rochus
3. Victor Hănescu

## Tabellone

### Legenda
| - Q = Qualificato - WC = Wild card - LL = Lucky loser | - ALT = Alternate - SE = Special Exempt - PR = Protected Ranking | - w/o = Walkover - r = Ritirato - d = Squalificato |

### Sezione 1
|  | Primo turno | Primo turno          | Primo turno          | Primo turno | Primo turno |  |  | Ultimo turno | Ultimo turno    | Ultimo turno    | Ultimo turno | Ultimo turno |  |
|  |             |                      |                      |             |             |  |  |              |                 |                 |              |              |  |
|  |             | Robby Ginepri        | 6                    | 3           | 6           |  |  |              |                 |                 |              |              |  |
|  | 1           | Janko Tipsarević     | 3                    | 6           | 2           |  |  |              | Robby Ginepri   | Robby Ginepri   | 7            | 6            |  |
|  | 8           | Eduardo Schwank      | Eduardo Schwank      | 7           | 6           |  |  | 8            | Eduardo Schwank | Eduardo Schwank | 62           | 4            |  |
|  |             | Oscar Burrieza-Lopez | Oscar Burrieza-Lopez | 65          | 4           |  |  |              |                 |                 |              |              |  |

### Sezione 2
|  | Primo turno | Primo turno      | Primo turno      | Primo turno | Primo turno |  |  | Ultimo turno | Ultimo turno   | Ultimo turno   | Ultimo turno | Ultimo turno |  |
|  |             |                  |                  |             |             |  |  |              |                |                |              |              |  |
|  | 2           | Simone Bolelli   | Simone Bolelli   | 6           | 6           |  |  |              |                |                |              |              |  |
|  |             | Nicolás Lapentti | Nicolás Lapentti | 4           | 3           |  |  | 2            | Simone Bolelli | Simone Bolelli | 64           | 62           |  |
|  | 10          | Steve Darcis     | Steve Darcis     | 6           | 7           |  |  | 10           | Steve Darcis   | Steve Darcis   | 7            | 7            |  |
|  |             | Nicolas Devilder | Nicolas Devilder | 4           | 6(1)        |  |  |              |                |                |              |              |  |

### Sezione 3
|  | Primo turno | Primo turno     | Primo turno     | Primo turno | Primo turno |  |  | Ultimo turno | Ultimo turno  | Ultimo turno  | Ultimo turno | Ultimo turno |  |
|  |             |                 |                 |             |             |  |  |              |               |               |              |              |  |
|  | 3           | José Acasuso    | 6               | 3           | 2           |  |  |              |               |               |              |              |  |
|  |             | Pablo Andújar   | 3               | 6           | 0r          |  |  | 3            | José Acasuso  | José Acasuso  | 4            | 4            |  |
|  | 7           | Florent Serra   | Florent Serra   | 6           | 6           |  |  | 7            | Florent Serra | Florent Serra | 6            | 6            |  |
|  |             | Grigor Dimitrov | Grigor Dimitrov | 3           | 3           |  |  |              |               |               |              |              |  |

### Sezione 4
|  | Primo turno | Primo turno          | Primo turno          | Primo turno | Primo turno |  |  | Ultimo turno | Ultimo turno      | Ultimo turno      | Ultimo turno | Ultimo turno |  |
|  |             |                      |                      |             |             |  |  |              |                   |                   |              |              |  |
|  | 4           | Ivan Ljubičić        | Ivan Ljubičić        | 6           | 7           |  |  |              |                   |                   |              |              |  |
|  |             | Chris Guccione       | Chris Guccione       | 3           | 5           |  |  | 4            | Ivan Ljubičić     | Ivan Ljubičić     | 5            | 5            |  |
|  | 9           | Marcel Granollers    | Marcel Granollers    | 6           | 6           |  |  | 9            | Marcel Granollers | Marcel Granollers | 7            | 7            |  |
|  |             | Carlos Gomez-Herrera | Carlos Gomez-Herrera | 0           | 2           |  |  |              |                   |                   |              |              |  |

### Sezione 5
|  | Primo turno | Primo turno     | Primo turno     | Primo turno | Primo turno |  |  | Ultimo turno | Ultimo turno    | Ultimo turno    | Ultimo turno | Ultimo turno |  |
|  |             |                 |                 |             |             |  |  |              |                 |                 |              |              |  |
|  |             | Olivier Rochus  | Olivier Rochus  | 6           | 6           |  |  |              |                 |                 |              |              |  |
|  | 5           | Agustín Calleri | Agustín Calleri | 3           | 1           |  |  |              | Olivier Rochus  | Olivier Rochus  | 7            | 6            |  |
|  | 12          | Guillermo Cañas | 4               | 6           | 6           |  |  | 12           | Guillermo Cañas | Guillermo Cañas | 5            | 3            |  |
|  |             | Gilles Müller   | 6               | 2           | 4           |  |  |              |                 |                 |              |              |  |

### Sezione 6
|  | Primo turno | Primo turno            | Primo turno            | Primo turno | Primo turno |  |  | Ultimo turno | Ultimo turno     | Ultimo turno     | Ultimo turno | Ultimo turno |  |
|  |             |                        |                        |             |             |  |  |              |                  |                  |              |              |  |
|  | 6           | Julien Benneteau       | 64                     | 7           | 6           |  |  |              |                  |                  |              |              |  |
|  |             | Iván Navarro           | 7                      | 64          | 3           |  |  | 6            | Julien Benneteau | Julien Benneteau | 4            | 3            |  |
|  |             | Victor Hănescu         | Victor Hănescu         | 6           | 7           |  |  |              | Victor Hănescu   | Victor Hănescu   | 6            | 6            |  |
|  | 11          | Guillermo García López | Guillermo García López | 1           | 62          |  |  |              |                  |                  |              |              |  |